# Жакупова, Гульнар Хабиевна
Гульнар Хабиевна Жакупова (род. 12 декабря 1957, Уральск, Казахская ССР, СССР) — казахская актриса кино и театра. Народная артистка Казахстана (1998). Заслуженная артистка Казахской ССР (1987).

## Биография
Родилась в городе Уральск.
В 1974 году окончила среднюю школу и детскую музыкальную школу в Казталовском районе Уральской области.
В 1978 г. окончила актёрское отделение театрального факультета института Искусств имени Курмангазы в г. Алматы.
В 1974—1993 гг работала в Гурьевском областном театре драмы, в 1993—2001 гг. — в Западно Казахстанском областном драмтеатре.
С 2001 года актриса Казахский государственный академический театр драмы имени М. О. Ауэзова.

## Основные роли на сцене
- Из национальной классики и современной драматургии- Баян в спектакле «Козы корпеш — Баян сулу» (реж. Мен Дон Ук), Макпал в «Поэме о любви» Г. Мусрепова (реж. К. Сугурбеков), Карлыгаш в «Абае» М. Ауэзова (реж. А. Мамбетов), Моржан в «Карагозе» М. Ауэзова (реж. Б. Атабаев), Тенге в «Айман — Шолпан» (реж. Е. Обаев), Камажай в «Старшей сестре» Д. Исабекова (реж. Б. Омаров), Алия в спектакле «Алма ағашы» А. Оразбекова, Баронесса в спектакле «Цыганская серенада» И. Сапарбая (реж. Е. Обаев, Т. Аралбай), Старушка в комедии «Смеяться или плакать?» Е. Жуасбека (реж. М. Ахманов), Мать в «Прощании со старым домом» Т. Нурмаганбетова (реж. Е. Обаев), Нурсулу в спектакле «Вечер в Империи» С. Асылбекулы (реж. А. Какишева) и др.
- Из мировой классики и современной драматургии — Катарина в «Укрощении строптивой» У. Шекспира (реж. Б. Омаров), Кормилица/няня в спектакле «Ромео и Джульетта» У. Шекспира (реж. О. Салимов), лягушка в спектакле «Две стрелы» Володина (реж. Ч. Зулхашев), Галамат в спектакле «Железная леди» Ш. Бащбекова (реж. Е. Жылкышынов), Эрита в спектакле «Забыть Герострата» Г. Горина (реж. А. Оразбеков), Елена в спектакле «Продайте мужа» («Хочу вашего мужа») М. Задорнова (реж. О. Кенебаев), Паола Кльотильда в спектакле «Перед заходом солнца» Г. Гуаптмана (реж. Р. Андриасян), Аклима в комедии «Выходят бабки замуж» Ф. Булякова (реж. А. Рахимов), Повитуха в «Лавине» Т. Жуженоглу (реж. А. Какишева) и др.

## Кинороли
- Кунекей — «Козы Корпеш — Баян сулу» (реж. А. Ашимов), Байбише — «Аксункар» (реж. М. Бидосов).

## Награды
- 1987 — Заслуженная артистка Казахской ССР
- 1998 — Народная артистка Казахстана
- 2013 — Орден «Курмет»
- 2016 — Медаль «25 лет независимости Республики Казахстан»
- 2017 — Лауреат государственная стипендия Первого Президента Республики Казахстан — Лидера Нации в области культуры